# 半金属 (バンド理論)

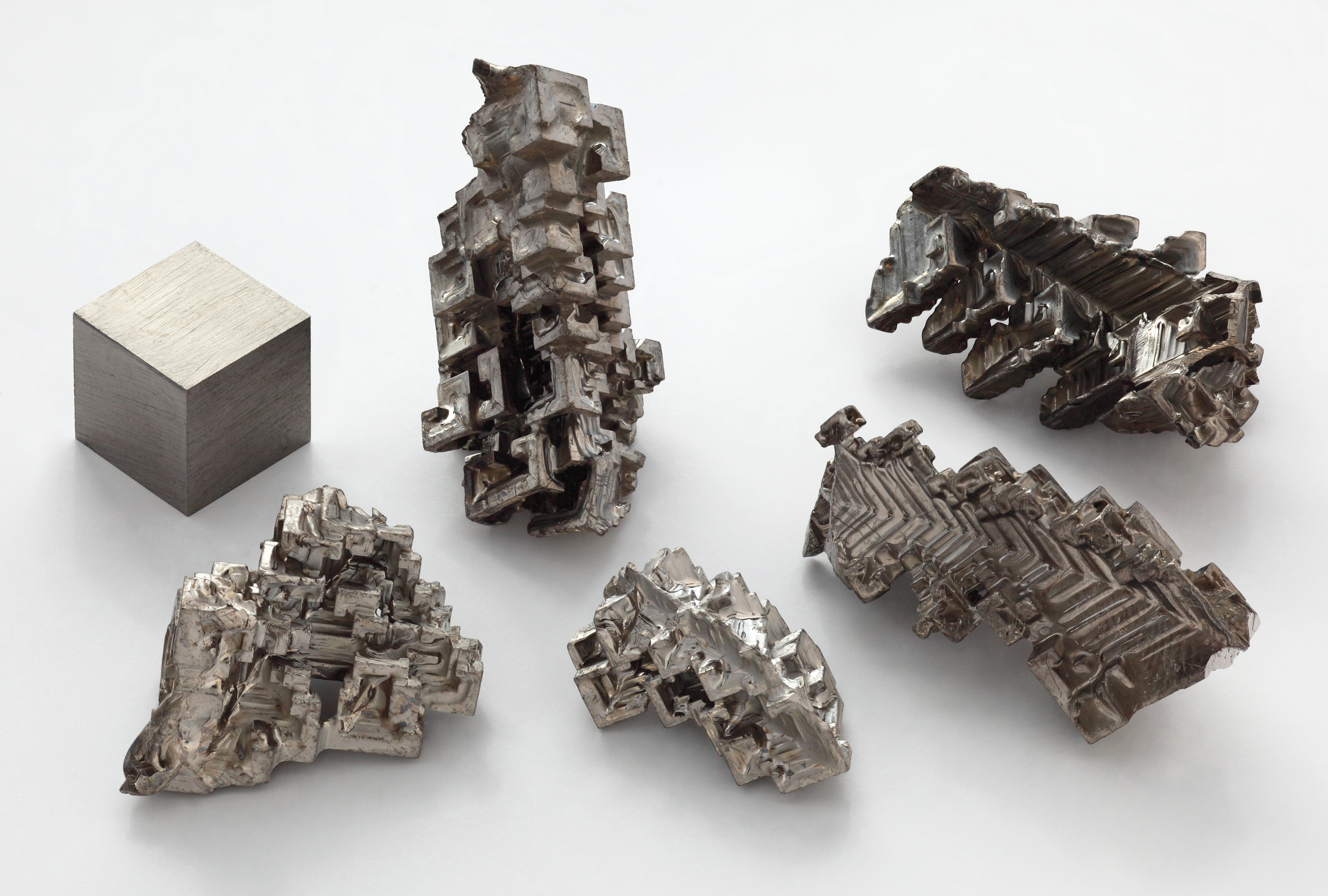
代表的な半金属であるビスマスの結晶

バンド理論における半金属（英語: semimetal）とは、伝導帯の下部と価電子帯の上部がフェルミ準位をまたいでわずかに重なり合ったバンド構造を有する物質のことである。このエネルギーバンドの重なりは、結晶構造の歪みや結晶の層の間にはたらく相互作用などによって形成される。代表的な半金属としてビスマスが挙げられ、テルル化水銀のような化合物も含まれる。半金属は電荷のキャリアーが少なく、その有効質量は小さく移動度は大きい。また、熱伝導率が低い、状態密度を有する、誘電率が大きい、g因子が高い、反磁性磁化率が高いなどの特性を有している。元素の分類における半金属とは同じ名称であるが異なる概念である。

## 分類
半金属の典型例としてはビスマス、ヒ素、アンチモン、グラファイトなどが挙げられ、特にビスマスにおいて詳細な研究がおこなわれている。バンド理論における半金属は物質の特性に関する分類であるため、元素の分類における半金属とは異なり、テルル化水銀やグラファイト状窒化炭素（γ-C3N4）、CsSnBr3のような化合物も含まれる。また、ニトロメタンのように極限状態において一時的に半金属性を示す物質も報告されている。

## 性質

上:直接遷移型半導体のバンド構造、中：間接遷移型半導体のバンド構造、下：半金属のバンド構造

半金属は半導体と異なり伝導帯と価電子帯が重なっているため、常態においても電子の一部が価電子帯から伝導帯へと渡されることで価電子帯に正孔が生じ、伝導帯は価電子帯から電子を受け取ることで伝導電子が生じる。半金属においてキャリアーとして働く伝導電子（自由電子）や正孔はこのようなやり取りによってわずかに生じるのみであるため、自由電子の数は金属に比べて極端に少なく、このようにして生じたキャリアーの有効質量は小さく移動度は大きい。物質内部の熱伝導は自由電子による熱伝導と結晶格子による熱伝導の2つの因子によって起こるが、半金属は自由電子の数が少ないために自由電子による熱伝導の寄与がほとんど得られないため、半金属の熱伝導率は金属のそれと比較して著しく低い。例えば20°Cにおける熱伝導率を見ると、金属である銅の熱伝導率は386 W·m-1·K-1、鉄で84 W·m-1·K-1であるのと比較して、典型的な半金属であるビスマスの熱伝導率は8 W·m-1·K-1、アンチモンで19 W·m-1·K-1に過ぎない。伝導帯と価電子帯が重なり合ったバンド構造であるため半金属はバンドギャップを持たず、フェルミ準位において価電子帯の電子がわずかに満たされているためわずかに状態密度を有している。また、ドナーもしくはアクセプターとして機能するような不純物の添加によって電気物性が著しく変化する点は半導体に類似している。ビスマスではこの不純物に敏感な性質を利用することで任意のバンド構造に制御することができる。
純粋な半金属は金属と同様に温度の上昇に比例して電気抵抗も増加するが、半金属にアクセプターとして働く不純物を添加することで、ある温度に電気抵抗の極大が現れるような金属とは異なった挙動を示すようになる。また、半金属はフェルミ準位や価電子帯とその一つ下のエネルギーバンドの間の間隔が狭いため、半導体と同様に赤外線に対する応答性は多様である。誘電率は、典型的な半金属であるビスマスでおよそ100 F/mであり、半導体であるケイ素の誘電率が11.7 F/mであることと比較して1桁ほど大きい。半金属のg因子は高く、これはコーエン-ブロントの理論によって説明され、ビスマスやアンチモンにおいてはこの理論に対する実測値の程よい一致が見られる。反磁性磁化率は物質のバンド構造に大きく影響を受けるため、バンドギャップを持たない半金属のバンド構造を持つ物質は共通して反磁性磁化率が高い。

## 伝導帯と価電子帯の重なり
ビスマスやヒ素、アンチモンはヒ素型結晶構造と呼ばれる、わずかに歪んだ菱面体の単位胞を持つ層状構造の結晶を形成する。この結晶構造のわずかな歪みに起因して、これらの金属結晶のブリュアンゾーンは、歪みのない体心立方格子を取る金属結晶のブリュアンゾーンと比較して、z軸方向に圧縮された形を取る。このブリュアンゾーンの歪みに起因して、z軸方向の面上に位置する価電子帯はフェルミ準位より高い準位を取り、一方でy軸方向の面上に位置する伝導帯はフェルミ準位より低い準位を取るため、フェルミ準位をまたいで価電子帯と伝導帯のわずかな重なりが生じる。半金属の価電子帯と伝導帯の重なりはわずかであり、例えばビスマスにおける価電子帯と伝導帯の重なりの実測値は38.5 meVという値が得られている。

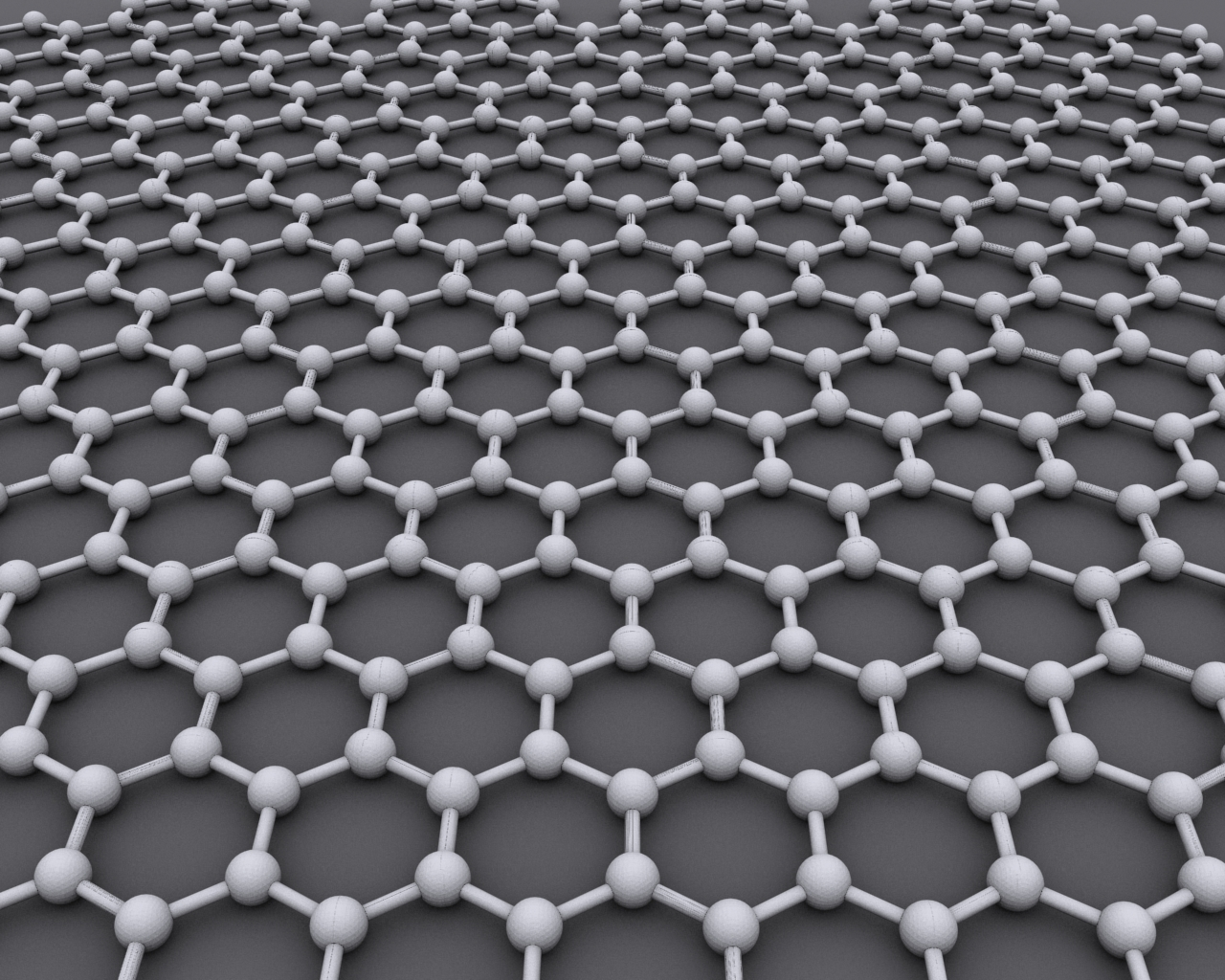
グラフェンの分子構造モデル。グラファイトはこれが層状に重なり合った構造をしている。

一方でグラファイトは、sp2混成軌道による3本のσ結合によって平面方向に広がる網目状の格子が形成され、それに対して垂直方向にπ電子が立っているような構造を取るが、単層のグラファイト（グラフェン）はπ電子からなるバンドの伝導帯および価電子帯がフェルミ準位において完全に一致してバンドギャップがゼロとなるような特殊なバンド構造を形成する（ゼロギャップ半導体）。しかしながら、実際のグラファイトは層状に重なり合っており、上下の層による相互作用を受けて伝導帯と価電子帯がわずかに重なり合うため、半金属のバンド構造が形成される。このようなゼロギャップ半導体はアンチモンを添加したビスマスにおいても見られる。ビスマスに対するアンチモンの添加量を増加させることで価電子帯のエネルギー準位が低くなり、伝導帯のエネルギー準位は高くなるため、アンチモンの添加量がある時点でバンドの重なりが消失してゼロギャップ半導体となり、さらにアンチモンの添加量を増加させるとバンドギャップが形成されて半導体に変化することが知られている（半金属-半導体転移）。このような半金属-半導体転移は、量子力学において薄膜のエネルギー準位はその膜厚に応じて量子サイズ効果の影響により変化するという理論を用いたサンドミェルスキによる理論計算によって、半金属薄膜の膜厚をナノスケールにまで薄くすることで半金属-半導体転移が起こることが示されたが、これは2009年現在まだ実証されていない。

## 用途
半金属はその特殊なバンド構造から様々な研究に用いられており、その典型例であるビスマスは半導体の典型例であるケイ素と同じようにその物性について詳細に研究されてきたものの、学術的な研究の活発さに反してその物性が実社会へ応用されることは少なかった。2007年、半金属であるテルル化水銀が物質のバルク部分は絶縁体であるが物質界面は導電性を示すトポロジカル絶縁体となることが明らかとされて以降、ホットトピックスとして研究が盛んに行われている。ビスマス薄膜やビスマス-アンチモン合金などの様々な半金属がトポロジカル絶縁体として研究されており、このようなトポロジカル絶縁体は超高速コンピューター用途への応用が期待されている。また、半金属は半導体と格子定数が近いためヘテロ接合を形成しやすく、半金属/半導体接合素材をデバイス材料として利用するための研究なども行われている。
半金属であるグラファイトの単層であるグラフェンがチューブ状の構造を取ったカーボンナノチューブはその構造によって半金属もしくは半導体のいずれかの性質を示すことが知られており、半金属カーボンナノチューブはその導電性を利用して微小配線や透明伝導膜、燃料電池や太陽電池などの電極などの用途への応用が研究されている。